# Stephen Ward (Osteopath)
Stephen Thomas Ward (* 19. Oktober 1912 in Lemsford, Hertfordshire; † 3. August 1963 in Chelsea, London) war ein britischer, in einen politischen Skandal verwickelter Osteopath. 

## Leben
Ward war 1963 eine der Hauptfiguren in der Profumo-Affäre, einem großen britischen Polit-Skandal. Ward stellte John Profumo, dem Staatssekretär im Verteidigungsministerium, der mit der Schauspielerin Valerie Hobson verheiratet war, die Callgirls Christine Keeler und Mandy Rice-Davies vor. Es stellte sich heraus, dass Keeler eine Affäre mit einem sowjetischen Attaché hatte. Nachdem Ward daraufhin Vorwürfen der mangelnden Integrität ausgesetzt war, beging er Suizid.